# Fritz Möser

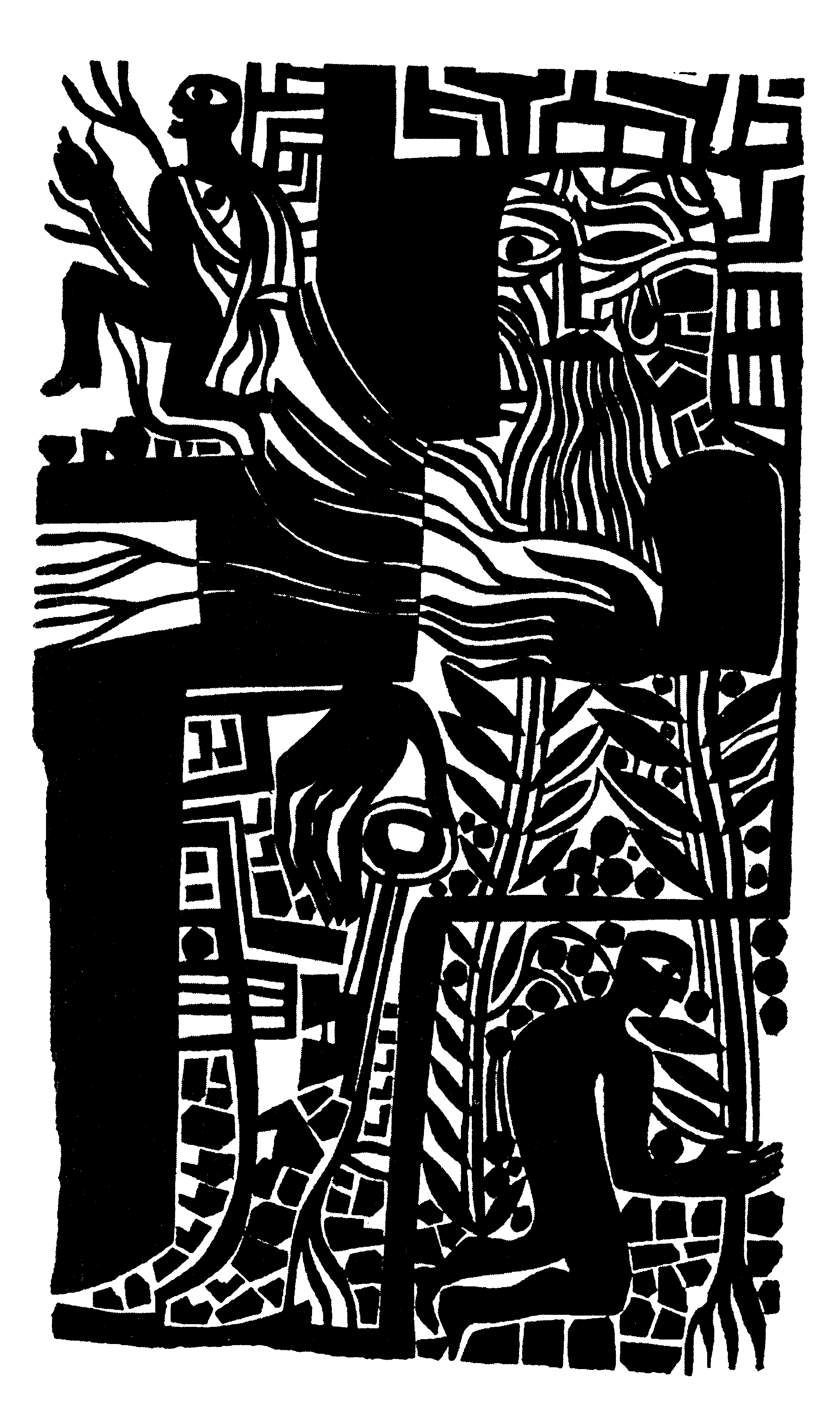
Der verlorene Sohn

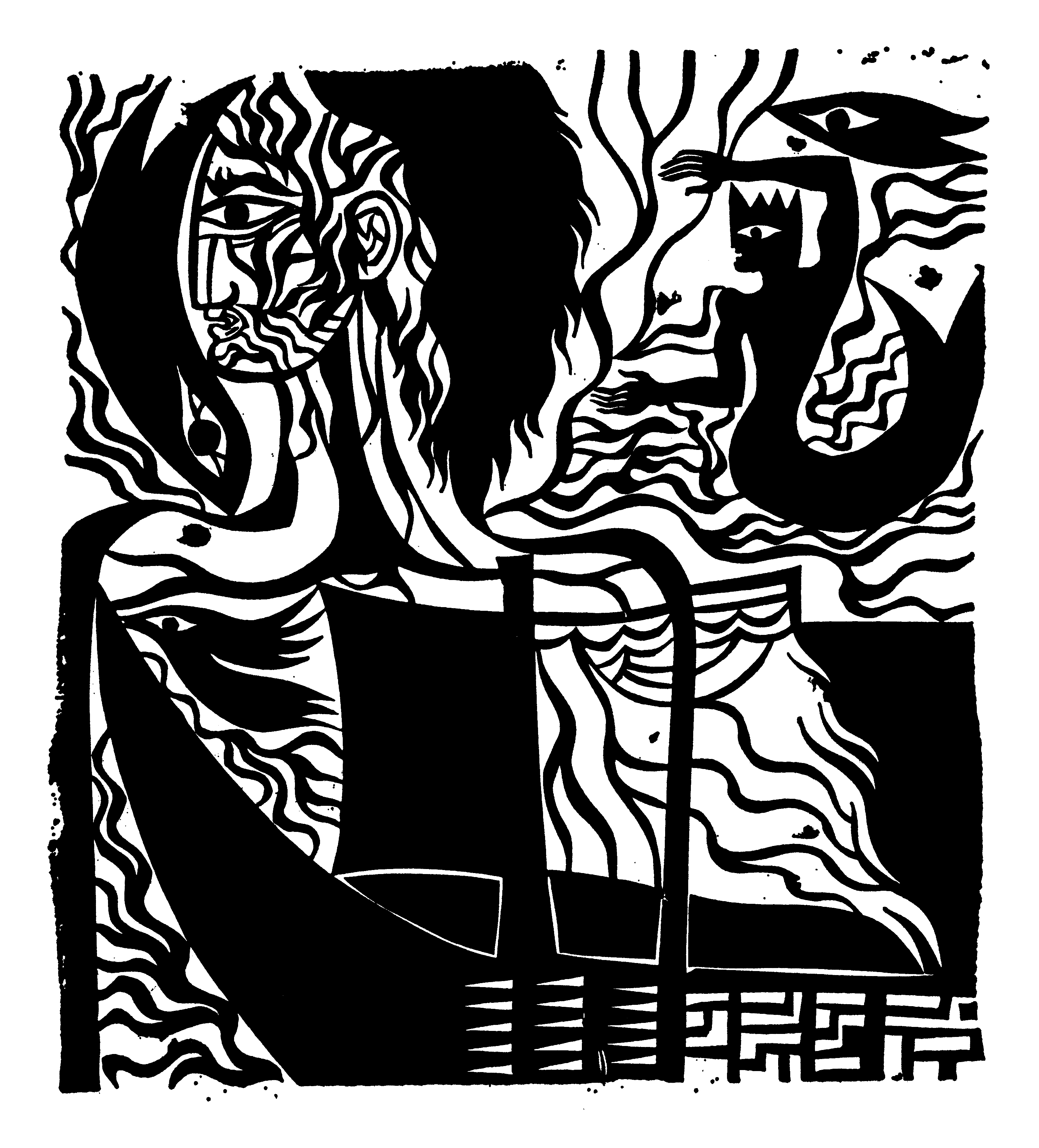
Odysseus

Fritz Möser (* 19. Oktober 1932 in Benešov nad Ploučnicí, Tschechoslowakei; † Februar 2013) war ein deutscher Linolschnittkünstler.

## Leben
Fritz Möser wurde 1932 in Benešov nad Ploučnicí in der Tschechoslowakei geboren. In seinem 14. Lebensjahr kam er auf der Flucht vor der Roten Armee mit seinen Eltern in das oberschwäbische Memmingen, wo er seitdem lebte. Er schloss eine Ausbildung als Schriftsetzer- und Buchdrucker ab. Der Vater gründete in der Memminger Hühnerbergsiedlung im Südwesten der Stadt eine Druckerei, wo Möser bis zur Schließung 1982 arbeitete. Neben seiner Arbeit als Schriftsetzer illustrierte er Texte mit Linolschnitten. Diese Kunst erwarb er sich autodidaktisch, nachdem der erste Auftrag von einem Verleger aus Buxheim gekommen war. Bis dahin hatte er keinerlei Erfahrungen im Linolschnitt. Mit der Zeit entwickelte er grafische Zyklen, auch zu Themen der Weltliteratur, die nicht im väterlichen Betrieb gedruckt wurden. 1965 eröffnete er seine erste Ausstellung in Füssen. Es folgten über 250 weitere Ausstellungen unter anderem durch das Goethe-Institut in Europa und Nordamerika in Städten wie Berlin, Heidelberg, Karlsruhe, München, Wien, Mailand, London, Oxford, Cambridge, Brighton, Nottingham und Birmingham. Beim York Arts Festival, das anlässlich der 1900-Jahr-Feier der Stadt York stattfand, lieferte er den offiziellen deutschen Beitrag. Organisiert wurden die Ausstellungen überwiegend durch das Galeristen-Ehepaar Modlmayr-Heimath aus Gemen. Der Künstler lebte äußerst zurückgezogen und hielt meist nur mit dem Ehepaar Kontakt. Seine künstlerische Laufbahn beendete er fast gleichzeitig mit der Schließung des väterlichen Betriebes. Lediglich einige Kolorierungen seiner Linolschnitte führte er in den letzten Jahren noch aus. In einem Interview zu seinem 75. Lebensjahr sagte er dazu: „Die Kunst hat mich frei gemacht“ und „Ich habe alles gegeben, was ich hatte“. Er lebte noch in seinem Elternhaus in Memmingen. Im Februar 2013 verstarb Fritz Möser in einem Altenheim.

## Werke
Im Vordergrund seiner Werke standen die Themen der griechischen Mythologie, der Bibel und der Lyrik des 20. Jahrhunderts. Er fertigte etwa 50 Bilder-Zyklen und versah rund 300 Bücher und Originalschriften mit seinen Werken. Zyklen von ihm gibt es unter anderen zu den Themen Totentanz, Kreuzweg, Primavera, Marienleben, Odysseus, Perseus und Vier Jahreszeiten.
Viele seiner Linolschnitte befinden sich in überregional bekannten Museen. Darunter sind die Kettle’s Yard Gallery der Universität Cambridge, die Staatsgalerie Stuttgart, die Universitätsbibliothek Münster, British Library und die Library of Congress in Washington, D.C. Weitere Werke stiftete er der Stadt Memmingen für deren Museen oder wurden von ihr erworben. Das Stadtmuseum Memmingen besitzt nun seinen grafischen Nachlass, die Bayerische Staatsbibliothek in München die Sammlung seiner illustrierten Bücher.

## Rezensionen
„Ausdrucksstark, düster, bisweilen eckig und hart“ seien Mösers Werke, schrieb die Memminger Zeitung am 17. November 2007 anlässlich seines 75. Geburtstages. Der Kulturwissenschaftler Hans-Jörg Modlmayr schrieb im selben Jahr: „Für uns moderne Rezipienten hat Fritz Möser die literarischen Vorlagen nicht nur ins Bild übersetzt, sondern ausgelotet, ausgedeutet, aktualisiert. Als Leser von Literatur verblüfft er durch seine seherische Gabe, hinter den Wörtern Offenbarungen von verschlüsselten Einsichten und Botschaften zu erkennen und darzustellen. Genauer als viele Exegeten, Mythenforscher und Philologen erfaßt Fritz Möser in seinem gewaltigen grafischen Werk die Substanz der Texte. Er verliert sich nicht in oberflächlichen Details. In seinen Linoschnitten erweist er sich als genialer Psychologe, der hinter den Masken die seelischen Triebkräfte ortet und genau versteht.“